# إد لمودن (مير اللفت)
إد لمودن هو دُوَّار يقع بجماعة ميرلفت، إقليم سيدي إفني، جهة كلميم واد نون في المملكة المغربية. ينتمي الدوّار لمشيخة مير اللفت التي تضم 50 دواوير. يقدر عدد سكانه بـ 13 نسمة حسب الإحصاء الرسمي للسكان والسكنى لسنة 2004.

## روابط خارجية
- البوابة الوطنية للجماعات الترابية
- المندوبية السامية للتخطيط